# مونرو هیوارد
مونرو هیوارد (به انگلیسی: Monroe Leland Hayward) سناتور سابق عضو حزب جمهوری‌خواه ایالات متحده آمریکا بود. وی در سال ۱۸۹۹ میلادی سناتور ایالت نبراسکا در سنای ایالات متحده آمریکا بود.